# John Edward Bouligny
John Edward Bouligny (Nueva Orleans, 5 de febrero de 1824-Washington D. C., 20 de febrero de 1864) fue un político estadounidense, miembro de la Cámara de Representantes de los Estados Unidos por el 1.º distrito congresional de Luisiana. Sirvió un período como miembro del Partido Americano del movimiento Saber Nada. Durante su mandato, Luisiana se separó de la Unión, pero Bouligny permaneció en Washington y se negó a dimitir, siendo el único miembro del Congreso por Luisiana que no dimitió después de que el estado se separó por la guerra de Secesión.

## Biografía
Nació en Nueva Orleans en 1824. Era hijo del representante del estado de Louisiana Louis Bouligny y Elizabeth Virginie D'Hauterive. Su tío, Charles Dominique Joseph Bouligny, había servido durante un período como senador de los Estados Unidos por Luisiana en la década de 1820 y su abuelo, Francisco Bouligny, era un funcionario colonial español de alto rango y gobernador militar a finales del siglo XVIII en la Luisiana española. Bouligny asistió a escuelas públicas en Nueva Orleans antes de estudiar derecho y ser admitido en el colegio de abogados.
Se involucró con la política en el movimiento Saber Nada en la década de 1850 y en 1855 era secretario del partido en el estado. Si bien el Partido Americano era firmemente pro-protestante, los Saber Nada encontraron un fuerte apoyo en Luisiana, incluso en Nueva Orleans, en gran parte católica. En contraste con el partido nacional, el Partido Americano de Luisiana se negó a adoptar una prueba religiosa para la membresía, haciéndolo acogedor para los ex Whigs pro esclavitud, antiinmigrantes, incluidos los criollos católicos como Bouligny.
En 1859, fue seleccionado para postularse como candidato del partido en el 1.º distrito congresional de Luisiana. Derrotó al juez T.G. Hunt Jr., un Whig, y al representante estatal Charles Didier Dreux. Bouligny superó a Dreux por sólo dos votos en la convención del partido. Bouligny ganó las elecciones con el 48,78% de los votos, derrotando al ex representante demócrata Emile La Sére y al candidato Charles Bienvenu.
En las elecciones presidenciales de 1860, apoyó públicamente al candidato demócrata Stephen A. Douglas.
Se opuso firmemente a la secesión de Luisiana para unirse a los Estados Confederados de América. Conservó su escaño en el Congreso después de que Luisiana se retirara de la Unión el 26 de enero de 1861 hasta la expiración de su mandato el 3 de marzo de 1861.
Regresó a Nueva Orleans y en noviembre de 1861 se presentó a las elecciones como juez de paz.
En 1862, después de emitir la Proclamación de Emancipación, el presidente Abraham Lincoln contrató a Bouligny para determinar si la Nueva Orleans ocupada por la Unión y otras partes de Luisiana podían celebrar elecciones anticipadas para enviar representantes al Congreso. Una vez que se aprobaron las elecciones, Bouligny se postuló para la reelección a su Congreso, pero fue fácilmente derrotado por Benjamin Flanders que tenía el respaldo del gobernador militar de la Unión de Luisiana, Benjamin Butler. Bouligny obtuvo solo 136 votos contra los 2.184 votos de Flandes.
Regresó más tarde a Washington D. C., donde murió en 1864.